# Austin Pendleton
Austin Pendleton (Warren, 27 marzo 1940) è un attore e regista statunitense.

## Biografia
Figlio di un uomo d'affari e dell'attrice Frances Manchester Pendleton, si è formato presso l'HB Studio di New York.
È sposato dal 1970 con l'attrice Katina Cummings da cui ha avuto una figlia, Audrey Christine.

## Filmografia parziale

### Cinema
- Ma papà ti manda sola? (What's Up, Doc?), regia di Peter Bogdanovich (1972)
- Mafiosi di mezza tacca e una governante dritta (Every Little Crook and Nanny), regia di Cy Howard (1972)
- Il ladro che venne a pranzo (The Thief Who Came to Dinner), regia di Bud Yorkin (1973)
- Prima pagina (Front Page), regia di Billy Wilder (1974)
- L'ultima frontiera (The Last of the Cowboys), regia di John Leone (1977)
- Ecco il film dei Muppet (The Muppet Movie), regia di James Frawley (1979)
- E ora: punto e a capo (Starting Over), regia di Alan J. Pakula (1979)
- Simon, regia di Marshall Brickman (1980)
- Un poliziotto fuori di testa (Off Beat), regia di Michael Dinner (1986)
- Corto circuito (Short Circuit), regia di John Badham (1986)
- Mr. & Mrs. Bridge, regia di James Ivory (1990)
- La ballata del caffè triste (The Ballad of the Sad Cafe), regia di Simon Callow (1991)
- Cambio d'identità (True Identity), regia di Charles Lane (1991)
- Mio cugino Vincenzo (My Cousin Vinny), regia di Jonathan Lynn (1992)
- Fantasma per amore (My Boyfriend's Back), regia di Bob Balaban (1993)
- Missili per casa (Mr. Nanny), regia di Michael Gottlieb (1993)
- In cerca di Bobby Fischer (Searching for Bobby Fischer), regia di Steven Zaillian (1993)
- Caro zio Joe (Greedy), regia di Jonathan Lynn (1994)
- Cara, insopportabile Tess (Guarding Tess), regia di Hugh Wilson (1994)
- A casa per le vacanze (Home for the Holidays), regia di Jodie Foster (1995)
- Two Much - Uno di troppo (Two Much), regia di Fernando Trueba (1995)
- Sergente Bilko (Sgt. Bilko), regia di Jonathan Lynn (1996)
- Due giorni senza respiro (2 Days in the Valley), regia di John Herzfeld (1996)
- Ritratto nella memoria (The Proprietor), regia di Ismail Merchant (1996)
- Funny Money - Come fare i soldi senza lavorare (The Associate), regia di Donald Petrie (1996)
- L'amore ha due facce (The Mirror Has Two Faces), regia di Barbra Streisand (1996)
- Ancora più scemo (Trial and Error), regia di Jonathan Lynn (1997)
- Amistad, regia di Steven Spielberg (1997)
- Il mistero del quarto piano (The 4th Floor), regia di Josh Klausner (1999)
- A Beautiful Mind, regia di Ron Howard (2001)
- Alla ricerca di Nemo (Finding Nemo), regia di Andrew Stanton (2003) - voce
- Fuga dal Natale (Christmas with the Kranks), regia di Joe Roth (2004)
- La scandalosa vita di Bettie Page (The Notorious Bettie Page), regia di Mary Harron (2005)
- Wall Street - Il denaro non dorme mai (Wall Street: Money Never Sleeps), regia di Oliver Stone (2010)
- Tutto può accadere a Broadway (She's Funny That Way), regia di Peter Bogdanovich (2014)
- Alla ricerca di Dory (Finding Dory), regia di Andrew Stanton (2016) - voce
- Il rumore della vita (The Sound of Silence), regia di Michael Tyburski (2019)

### Televisione
- Miami Vice – serie TV, episodio 2x13 (1986)
- I Robinson (The Cosby Show) – serie TV, episodio 5x14 (1989)
- La signora in giallo (Murder, She Wrote) – serie TV, episodio 8x20 (1992)
- Don't Drink the Water, regia di Woody Allen – film TV (1994)
- West Wing - Tutti gli uomini del Presidente (The West Wing) – serie TV, episodio 1x21 (2000)
- Oz – serie TV, 11 episodi (1998-2002)
- Law & Order: Criminal Intent – serie TV, episodio 4x09 (2004)
- Person of Interest – serie TV, episodio 1x08 (2011)
- Game Change, regia di Jay Roach – film TV (2012)
- New Amsterdam – serie TV, episodio 2x11 (2020)
- The Good Fight - serie TV, episodio 5x10 (2021)

## Doppiatori italiani
Nelle versioni in italiano delle opere in cui ha recitato, Austin Pendleton è stato doppiato da:
- Vittorio Stagni in Fantasma per amore, Caro zio Joe, Two Much - Uno di troppo, Due giorni senza respiro, L'amore ha due facce, Homicide, Homicide - The Movie, Fuga dal Natale
- Oliviero Dinelli ne La signora in giallo, Sergente Bilko, Ritratto nella memoria, Il mistero del quarto piano, Wall Street - Il denaro non dorme mai
- Gianfranco Bellini in Ma papà ti manda sola?, Il ladro che venne a pranzo, Prima pagina
- Giorgio Lopez in Mio cugino Vincenzo, Tutto può accadere a Broadway
- Sandro Iovino in A casa per le vacanze, Frasier
- Massimo Turci in Mafiosi di mezza tacca e una governante dritta
- Oreste Baldini in Ecco il film dei Muppet (ridoppiaggio)
- Giovanni Poggiali in Corto circuito
- Armando Bandini in Mr. & Mrs. Bridge
- Renzo Stacchi in Cambio d'identità
- Marco Mete in Cara, insopportabile Tess
- Gianni Williams in Funny Money - Come fare i soldi senza lavorare
- Carlo Reali in Ancora più scemo
- Mino Caprio in Amistad
- Vincenzo Ferro in Oz
- Edoardo Nevola in A Beautiful Mind
- Mario Brusa in Law & Order: Criminal Intent
- Vladimiro Conti in Person of Interest
- Silvio Anselmo in Billions
- Antonio Sanna in Dying for Sex

Da doppiatore è sostituito da
- Danilo De Girolamo in Alla ricerca di Nemo
- Oliviero Dinelli in Alla ricerca di Dory